# Elias Ammerbach
Elias Nikolaus Ammerbach (ur. ok. 1530 w Naumburgu, pochowany 29 stycznia 1597 w Lipsku) – niemiecki organista i kompozytor.
W latach 1548–1549 studiował na Uniwersytecie w Lipsku. Od 1561 do 1595 roku był organistą w lipskim kościele św. Tomasza. Był jednym z pierwszych przedstawicieli szkoły tzw. kolorystów niemieckich. Wydał dwie tabulatury organowe: Orgel oder Instrument Tabulatur (Lipsk 1571, wyd. 2 Norymberga 1583) oraz Ein new künstlich Tabulaturbuch (Lipsk 1575). Są to antologie zawierające opracowania popularnych ówcześnie tańców oraz pieśni religijnych i świeckich, przeznaczone na instrument klawiszowy. 